# Olga Ignatiewa
Olga Michajłowna Ignatiewa, ros. Ольга Михайловна Игнатьева (ur. 16 października 1920 w Guberni sankt-petersburskiej, zm. 6 czerwca 1999 w Moskwie) – rosyjska szachistka, arcymistrzyni od 1978 roku.

## Kariera szachowa
Pierwszy sukces odniosła w wieku 17 lat, zdobywając tytuł mistrzyni Leningradu juniorek. Trzykrotnie (1941, 1949, 1950) zwyciężyła w mistrzostwach tego miasta kobiet, była również dwukrotną (1956, 1957) mistrzynią Moskwy. Wielokrotnie brała udział w finałowych turniejach o tytuł mistrzyni Związku Radzieckiego, najlepszy wynik osiągając w roku 1951 w Kijowie, gdzie zdobyła srebrny medal.
W latach 50. awansowała do ścisłej światowej czołówki. Dwukrotnie uczestniczyła w turniejach pretendentek (eliminacji mistrzostw świata), największy sukces w karierze osiągając w roku 1952 w Moskwie, gdzie zajęła III miejsce (wynik ten odpowiadał wówczas czwartej pozycji na świecie). W kolejnym turnieju pretendentek, rozegranym trzy lata później w również w Moskwie, zajęła X miejsce.
Najwyższy ranking w karierze osiągnęła 1 lipca 1972 r., z wynikiem 2220 punktów dzieliła wówczas 23-24. miejsce na światowej liście FIDE.
W 1977 r. Międzynarodowa Federacja Szachowa przyznała jej honorowy tytuł arcymistrzyni za wyniki osiągnięte w przeszłości.
Przez kilka lat była żoną Dawida Bronsteina.